# Ligne 23 du tramway d'Anvers
Pour les articles homonymes, voir Ligne 23.
La ligne 23 du tramway d'Anvers est une ligne supprimée en 1954 du tramway d'Anvers en Belgique.

## Histoire
1944 : mise en service.
1er juin 1954 : suppresssion.